# Friedrich Koch (Erziehungswissenschaftler)

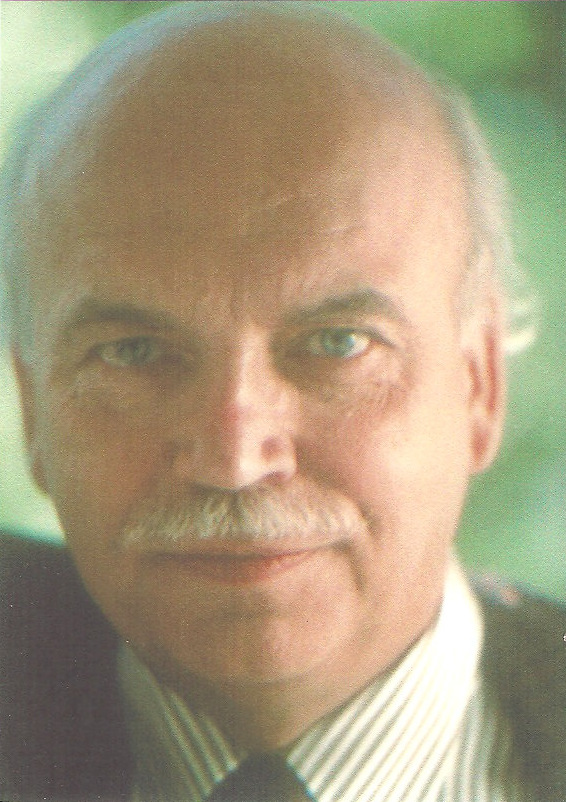
Friedrich Koch (Januar 2009)

Friedrich Koch (* 19. Februar 1936 in Göttingen; † 1. Juni 2023) war ein deutscher Erziehungswissenschaftler und Universitätsprofessor in Hamburg.

## Leben
Koch studierte zunächst in der Schauspielklasse der Staatlichen Hochschule für Musik in Hamburg und arbeitete danach fünf Jahre als Schauspieler. Im Jahr 1963 nahm er ein Studium an der Pädagogischen Hochschule Oldenburg auf. Nach dem ersten Staatsexamen war er Lehrer im Alten Land (Niedersachsen), nach dem zweiten wissenschaftlicher Assistent an der Pädagogischen Hochschule Lüneburg. 1970 wurde Friedrich Koch bei Hans Scheuerl an der Universität Hamburg promoviert. Hier begann er im selben Jahr seine Lehr- und Forschungstätigkeit.

## Leistungen
Mit seiner Dissertation „Negative und positive Sexualerziehung“ legte Koch die erste systematische pädagogische Analyse der derzeitigen Sexualaufklärung für Kinder und Jugendliche vor. In den folgenden Jahren entwickelte er das Konzept einer emanzipatorischen Sexualpädagogik und untersuchte die gesellschaftlichen Bedingungen, die Emanzipation befördern oder hindern. Sein besonderes Interesse galt der Rolle der Sexualität in der politischen Auseinandersetzung. Bekannt wurde in diesem Zusammenhang sein Begriff der „Sexuellen Denunziation“. Später widmete sich Koch allgemeinpädagogischen Themen wie der Autorität, dem Konservatismus (Gegenaufklärung), dem Problem des Gehorsams und der erzieherisch verstandenen Strafe, der Frage nach den Tugenden und Sekundärtugenden, der Filmanalyse (Schule im Kino) und der Reformpädagogik.
Von 1985 bis 2000 war er Redakteur von Westermanns Pädagogischen Beiträgen bzw. der Zeitschrift Pädagogik.

## Schriften (Auswahl)
- Negative und positive Sexualerziehung. Eine Analyse katholischer, evangelischer und überkonfessioneller  Aufklärungsschriften. Quelle und Meyer, Heidelberg 1971, ISBN 3-494-00665-2 (Zugleich Dissertation unter dem Titel: Positive und Negative Sexualerziehung an der Universität Hamburg 1970).
- Sexualpädagogik und politische Erziehung. List, München 1975, ISBN 3-471-66577-3.
- Gegenaufklärung. Zur Kritik restaurativer Tendenzen in der Gegenwartspädagogik. Extra, Bensheim 1979, ISBN 3-921450-74-8.
- Sexuelle Denunziation. Die Sexualität in der politischen Auseinandersetzung. Syndikat, Frankfurt am Main 1986, ISBN 3-8108-0237-9; 2., erweiterte und aktualisierte Neuauflage, Hamburg 1995, ISBN 3-434-46229-5 (= Evas Taschenbuch 229, Hans-Jochen Gamm zum 70. Geburtstag).
- Schule im Kino. Autorität und Erziehung. Vom „Blauen Engel“ bis zur „Feuerzangenbowle“. Beltz, Weinheim / Basel 1987, ISBN 3-407-34009-5.
- Christian Fürchtegott Gellert. Poet und Pädagoge der Aufklärung. Deutsche Studienverlag, Weinheim 1992, ISBN 3-89271-356-1.
- Der Kaspar-Hauser-Effekt. Über den Umgang mit Kindern. Leske und Budrich, Opladen 1995, ISBN 3-8100-1359-5.
- Das Wilde Kind. Die Geschichte einer gescheiterten Dressur. Europäische Verlagsanstalt, Hamburg 1997, ISBN 3-434-50410-9.
- Sexualität, Erziehung und Gesellschaft. Von der geschlechtlichen Unterweisung zur emanzipatorischen Sexualpädagogik. Lang, Frankfurt am Main 2000, ISBN 3-631-36525-X.
- Der Aufbruch der Pädagogik. Welten im Kopf. Bettelheim, Freinet, Geheeb, Korczak, Montessori, Neill, Petersen, Zulliger. Rotbuch, Hamburg 2000, ISBN 3-434-53026-6 (= Rotbuch-Taschenbuch, Band 1090)

Zahlreiche Buchbeiträge, Herausgaben, Zeitschriftenaufsätze, Artikel in Fachlexika und allgemeinen Nachschlagewerken (Brockhaus-Enzyklopädie, Meyers Enzyklopädisches Lexikon), Buchrezensionen, Filmkritiken und Artikel zur Prävention sexueller Gewalt an Kindern und Jugendlichen.